# Станіславський Анатолій Іванович
Анато́лій Іва́нович Станісла́вський  (9 вересня 1905, Лубни — 12 липня 1995, Київ) — український архітектор. Один із фундаторів української містобудівної школи. Кандидат архітектури з 1961 року.

## Біографія
Закінчив 1941 року Харківський інститут інженерів комунального господарства. У 1933—1937 роках Станіславський опрацював генеральні плани реконструкції і забудови (у співавторстві) Лисичанська (1933), Полтави та Слов'янська (обидва — 1934), Артемівська (1935), Ясинуватої (1936), Краматорська (1937) та проекти житлових масивів у Слов'янську і Полтаві.
Автор книги «Розвиток містобудування на Україні» (1961).
Помер 12 липня 1995 року. Поховано на Байковому цвинтарі в Києві.

## Проекти
Був одним з ведучих авторів-архітекторів комплексу споруд Національного експоцентру України.

## Видані книги
- Станиславский А. И. Планировка и застройка городов Украины. — К.: Будівельник, 1971. — 266 с.